# طرح یینون
طرح یینون (به انگلیسی: Yinon Plan) به مقاله‌ای گفته می‌شود که در سال ۱۹۸۱ در نشریه عبری کی‌وونیم (Kivunim) منتشر شد و از راهبرد جدید اسرائیل برای دهه ۱۹۸۰ میلادی خبر می‌داد. کی‌وونیم، نشریه‌ای بود که به بحث‌های مربوط به صهیونیسم و یهودیت در بین سال‌های ۱۹۷۸ تا ۱۹۸۷ میلادی می‌پرداخت. این مجله در جهت پیشبرد اهداف سازمان جهانی صهیونیسم فعالیت می‌کرد و مقر اصلی آن در بیت‌المقدس بود. این مقاله توسط فردی به نام اودِد یینون، مشاور پیشین آریل شارون (یازدهمین نخست‌وزیر اسرائیل) ارائه شد که پیش از آن از مقامات رسمی وزارت امور خارجه اسرائیل نیز بود. وی روزنامه‌نگار جروزالم پست نیز بود و برای آن روزنامه، مقاله‌های سیاسی می‌نوشت.
این مقاله در آن زمان به‌عنوان نخستین پروژهٔ برنامه‌ریزی‌شدهٔ سیاسی برای دامن‌زدن و گسترش فرقه‌گرایی در غرب آسیا شناخته می‌شد. بنا بر باور بسیاری از پژوهشگران، اندیشهٔ اودِد یینون بر روی دو مبحث مربوط به غرب آسیا، تأثیر بسزایی گذاشته ‌است. نخستین تأثیر آن بر روی سیاست‌های دولت جرج دابلیو. بوش ارزیابی شد و دیگری نیز ایجاد تئوری‌های توطئه بود و پرسش‌هایی مطرح شد که آیا این مقاله تنها به‌ صورت تصادفی بحران‌های غرب آسیا را پیشبینی کرده بود یا اینکه برنامه‌ای از پیش تعیین شده توسط سران اسرائیل بود که به سرنگونی صدام حسین در جنگ عراق، ظهور داعش و بروز جنگ داخلی سوریه ختم شد. ادعا شده که این طرح توسط بنیاد راهبردهای صهیونیسم در آمریکا (به انگلیسی: Institute for Zionist Strategies) مورد بهره‌برداری قرار گرفته و در نهایت با قطعیت به‌ کار گرفته شده تا نه ‌تنها حافظ منافع ایالات متحده آمریکا در غرب آسیا باشد بلکه رؤیای یهودیان برای تحقق اسرائیل بزرگ را هموار کند که زمینی با مساحت بزرگ در غرب آسیا را شامل می‌شود که در کتاب مقدس عبری به فرزندان ابراهیم وعده داده شده‌است البته که فرزندان ابراهیم فقط یهودیان نبودند.

## منطق اودِد یینون
اودِد یینون بر این باور بود که جهان در آستانهٔ دورهٔ تازه‌ای قرار دارد که هرگز سابقه نداشته‌است و این دوره نیازمند دو چیز است.
- ایجاد یک چشم‌انداز تازه برای غرب آسیا (نقشهٔ جدید کشورها)
- ارائهٔ برنامه‌ریزی راهبردی برای تحقق این چشم‌انداز. (روش تجزیهٔ کشورها)

در سال ۱۳۶۰  که یینون این طرح را ارائه کرد، اتحادیهٔ جماهیر شوروی در اوج قدرت خود قرار داشت و هنوز با فروپاشی در سال ۱۹۹۱ فاصلهٔ بسیار زیادی داشت. او بلشویک‌های شوروی که بیشترشان یهودیان مخفی یا آتئیست بودند را پیروز سیاست می‌دانست. از این رو، اودِد یینون بر این باور بود که با قدرت گرفتن کمونیست‌های شوروی، خردگرایی و انسان‌گرایی در فرهنگ جهان غرب نابود خواهند شد. بخشی از مقاله او به شرح زیر است:

 به دلیل یورش قدرتمند شوروی به کشورهای جهان سوم، جهان غرب در آستانهٔ فروپاشی قرار گرفته‌است. یهودستیزی به‌شدت افزایش خواهد یافت و یهودیان جهان امنیت نخواهند داشت؛ بنابراین کشور اسرائیل به آخرین بهشت و خانهٔ امن یهودیان تبدیل خواهد شد تا همهٔ یهودیان به آنجا کوچ کنند. کشورهای عربی که امروز دورتادور اسرائیل را محاصره کرده‌اند و آن را تهدید می‌کنند، درواقع کشورهایی هستند که نقشه‌هایشان به‌دست دولتهای امپریالیستی همانند فرانسه و بریتانیا پس از جنگ جهانی به‌صورت خودسرانه و بی‌حساب ساخته شده و مرزهایشان به‌دست بیگانگان ترسیم شده‌اند. اندیشهٔ پان‌عربیسم محکوم به فناست و حتی پیشاپیش توسط فؤاد عجمی نیز زیر سؤال رفته بوده‌است. اقوامی که با اسرائیل دشمنی دارند، چه کم‌شمار باشد چه پرشمار دیگر برای اسرائیل تهدیدی بحساب نمی‌آیند و ارباب‌رعیتی و تیول دیگر برای اسرائیل چالش نخواهند بود.
او در ادامه به بررسی و ارزیابی نقاط ضعف کشورهای عربی پرداخت و بر روی مشکلات و گرفتاری‌های ملی و اجتماعی کشورهای غرب آسیا تمرکز کرد و اضافه کرد:
هدف اسرائیل باید تجزیهٔ کشورهای عربی باشد که همچون موزائیک شکسته شوند و کشورهای کوچکتری خواه بر پایهٔ دین یا قوم ساخته شوند. هرگونه درگیری بین کشورهای عربی، در کوتاه‌مدت به سود اسرائیل است. درگیری‌ها و ناپایداری‌های سه دههٔ اخیر در لبنان بهترین فرصت برای هدایت اسرائیل به سوی برخاستن به‌عنوان قدرت منطقه‌ای قلمداد می‌شود. برنامهٔ کوتاه‌مدت اسرائیل باید این باشد که کشورهای عربی در شرق اسرائیل، مدام خلع سلاح شوند و همیشه ارتش ضعیفی داشته باشند؛ ولی هدف بلندمدت اسرائیل باید دامن زدن به آپارتاید قومی و آپارتاید دینی باشد.

## نقشهٔ یینون برای خاورمیانهٔ جدید

### مصر
یینون بر این باور بود که اسرائیل با امضا کردن پیمان کمپ دیوید در سال ۱۹۷۸ مرتکب اشتباه شده‌است. یینون ادعا کرد که یکی از اهداف اسرائیل در دههٔ ۸۰ میلادی، باید تجزیه کردن مصر باشد تا با تجزیه شدن مصر و جدا شدن شبه‌جزیره سینا از پیکرهٔ مصر، وضع موجود قبل از جنگ فراهم شود و اسرائیل دوباره بتواند بدون ادعای بخشهای باقی‌مانده از مصر، شبه‌جزیره سینا را به خاک خود ضمیمه کند. بعبارت دیگر قصد او بر این بود که با جدا کردن شبه‌جزیرهٔ سینا از خاک مصر، آن را تنها کرده و سپس آن را تصرف کند.  یینون بر این باور بود که دوباره باید کشور مسیحی قبطی در شمال کشور مصر تشکیل شود؛ بنابراین اسرائیل باید بدون معطلی به مصر حمله کند و سینا را تصرف کند و با اهرم فشار آمریکا، مصر را دوباره پای میز مذاکره بکشاند؛ کاری که یکبار انجام شد ولی تحریمهای آمریکا علیه مصر ناکارآمد بودند و مصر در دورهٔ حسنی مبارک تسلیم نشد.

### اردن و کرانه باختری

پادشاهی متحد اسرائیل مربوط به ۱۰۰۰ پیش از میلاد مسیح

دیدگاه اودِد یینون دربارهٔ اردن و کرانهٔ باختری مورد توجه بسیاری از هواداران صهیونیسم قرار گرفت. جورج بال که  سفیر پیشین ایالات متحده آمریکا در سازمان ملل متحد بود، اوت سال ۱۹۸۲ این طرح را در برابر کمیته امور خارجهٔ آمریکا بازگو کرد و خواستار حملهٔ دوباره به لبنان شد. زیرا جنگ ۱۹۸۲ لبنان حمله‌ای ناموفق بود. سپس با آریل شارون به گفتگو پرداخت، ولی آریل شارون هدف خود را تنها بیرون کردن عربها از سرزمین فلسطین اعلام کرد و به او گفت:

هدف اسرائیل بلندمدت است تا فلسطینیان را بیرون کنیم و تنها شمار اندکی از آنان را به‌عنوان نیروی کار نگهداریم.
یینون تأکید کرد که سیاست اسرائیل چه در دوران جنگ و چه در دوران صلح، باید بر روی یک موضوع متمرکز باشد و آن موضوع انحلال کشور اردن و برچیده شدن خاندان هاشمی از آن است؛ از این رو، اسرائیل باید با ترفند مهاجرت گستردهٔ فلسطینیان از کرانه باختری به شرق اردن، فروپاشی اردن را سرعت ببخشد. اودِد یینون بر این باور بود که فروپاشی خاندان هاشمی در اردن موجب آن خواهد شد که شمار فلسطینیان در کرانه باختری کاسته شود و همگی به اردن کوچ کرده و در آنجا زندگی کنند و از آنجایی که اسرائیل در جنگ شش روزه پیروز شده‌است، روحیهٔ خوبی دارد و می‌تواند به مرزهای باستانی خود در دوران پادشاهی متحد اسرائیل بازگردد.

### لبنان
با انتشار مقاله یینون در سال ۱۹۸۲ در لبنان، یک تئوری توطئه قدیمی در این کشور که به فراموشی سپرده شده بود، دوباره زنده شد. در سال ۱۹۴۳ طرحی در مجلس لبنان ارائه شد که تقسیمات استانی کشور لبنان برپایهٔ آپارتاید قومی و دینی انجام شود و به‌صورت فدرال اداره گردد و استان‌ها، مجلس خودمختار محلی داشته باشند. این جنبش در لبنان در دهه ۷۰ میلادی شدت بیشتری گرفته بود تا به این روش گروه‌های نفوذی موفق شوند کشور را ایالتی کنند و ماهیت حکومت مرکزی آن را ازبین ببرند. همچنین پس از جنگ داخلی لبنان، سیاستهای هنری کیسینجر در لبنان به کار بسته شد و مردم این کشور سیاستهای وی را برای منافع لبنان زیان‌بار می‌دانستند. از این رو، بین مردم لبنان نقل شده بود که کسینجر قصد دارد با حربهٔ فدرالیسم، لبنان را به دو کشور تبدیل کند.

### عراق
زمانیکه طرح ینون در سال ۱۹۸۲ ارائه شد، ایران و عراق در دومین سال جنگ خود بودند. اودِد یینون، کشور عراق را بخاطر ثروت هنگفت نفت، بزرگترین خطر برای اسرائیل می‌دانست. او بر این باور بود که جنگ ایران و عراق، باعث می‌شود تا عراق شکست بخورد و به دو نیم تقسیم و تجزیه شود. از این رو، فروپاشی عراق باید مدام مد نظر اسرائیل قرار بگیرد تا از دو نیم شدن عراق و ضعف سیاسی‌اش، به‌عنوان زمینه‌ای برای ایجاد کشور سوم کُردی نیز فراهم شود. بدین ترتیب کشور شیعی با پایتخت بصره، کشور سنی با پایتخت بغداد و کشور کُردی با پایتخت موصل بنیان‌گذاری شوند که مرزهای آنها باید برپایهٔ تقسیمات کشوری امپراتوری عثمانی باشند.

## واکنش‌ها به طرح یینون

### واکنش‌های سالهای ۱۹۸۲ و ۱۹۸۳
- زئیو شیف روزنامه‌نگار و راهبردشناس اسرائیلی، پنج ماه پس از چاپ مقاله یینون در اسرائیل، در تاریخ ۵ فوریه ۱۹۸۲ در روزنامه هاآرتص نوشت، هدف اسرائیل باید تجزیه کردن کشور عراق به سه کشور شیعه، سنی و کُردی باشد.[۲۲]
- پروفسور اسرائیل شاهاک مقالهٔ یینون را از زبان عبری به انگلیسی ترجمه کرد و نشریهٔ مطالعات فلسطین آن مقاله را به زبان عربی و انگلیسی چاپ نمود.[۲۳][۲۴] در آن ترجمه، اسرائیل شاهاک این طرح را خیالی و ملی‌گرایانه نامید و اصالت آن را زادهٔ ذهن آریل شارون و رافائل ایتان دانست. شاهاک، هدف این طرح را با رفتار آلمان از سال ۱۸۹۰ تا ۱۹۳۳ مشابه دانست و بر این باور بود که چنین نگرشی در آن سالها، بر روی آدولف هیتلر تأثیر گذاشت که درنهایت به جنگ آلمان با شرق اروپا در جنگ جهانی دوم انجامید.[۲۵] و همچنین بعدها بر روی نومحافظه‌کاران آمریکایی که جزء لابی یهود در آمریکا هستند تأثیر خواهد گذاشت.[۲۶] مردم آن روزها بر این باور بودند که ترجمهٔ این مقاله توسط شاهاک، باعث شده تا اودِد یینون در معرض توجه همه قرار بگیرد.[۱۱]

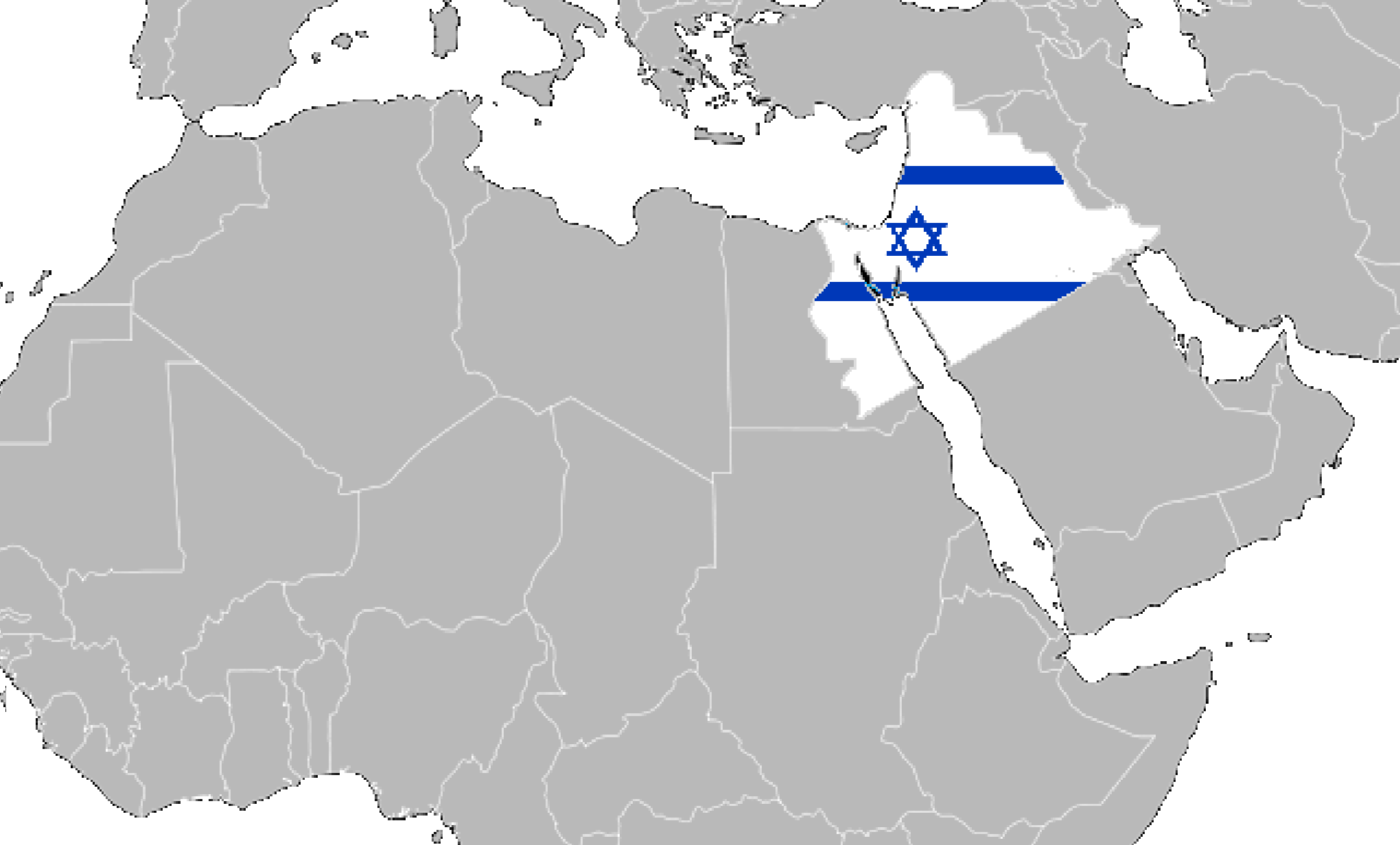
نقشهٔ طرح اسرائیل بزرگ
- طبق گفتهٔ ویلیام حداد، انتشار این مقاله هیاهوی زیادی در آن زمان به راه انداخت.[۲۷] ویلیام حداد اضافه کرد که پس از انتشار مقالهٔ اودِد یینون، شخص دیگری به نام «یوزف کِرَفت» روزنامه‌نگار یهودی-آمریکایی مقاله دیگری چاپ کرد و در آن طرحی برای سوریه ارائه داد و بیان داشت که باید در آینده کشور سوریه مورد هجوم اسرائیل قرار بگیرد و به سه کشور سنی، دروزی و علوی تقسیم شود و نتیجه گرفت که این رویداد بدون شک بازخورد زیادی در بین کشورهای عربی خواهد داشت. یوزف کرفت کشورهای جدید را با عنوان کشورک (به انگلیسی: MicoState) نامید و اضافه کرد که این رویداد برای کشورهای چنددینی الگو می‌شود و آنها نیز به همین شیوه پیش خواهند رفت و آپارتاید دینی و نژادی خواهند شد. به این صورت از قدرت نظامی آنها کاسته شده و صلح با اسرائیل پایدار می‌شود. به گفتهٔ ویلیام حداد، طرح «یوزف کِرَفت» درمورد سوریه در آن زمان پذیرفته نشد. [۲۷]
- نشریه‌های آمریکایی نیوز ویک و وال‌استریت جورنال در آن زمان، طرح یینون را تحریک‌آمیز و زمینه‌ساز گرفتاری‌هایی برای خاورمیانه ارزیابی کردند.[۲۸][۲۹]
- آموس ایلان، نویسنده و روزنامه‌نگار اسرائیلی از انتشار مقالهٔ یینون ابراز نگرانی کرد و بیان داشت که اسرائیل رفتار غیرعقلانی پیش گرفته‌است و بیان چنین طرح‌هایی می‌تواند در آینده به بدنام شدن اسرائیل در منطقه منجر شود.[۱۴]
- روژه گارودی فیلسوف و استاد دانشگاه فرانسه که انکار کنندهٔ هلوکاست نیز هست، در کتابش نوشت که هدف از اینگونه اقدامات در سیاست خارجه اسرائیل این است که مردم غیریهودی را از سرزمینی که یهودیان آن را اسرائیل بزرگ می‌نامند بیرون کند و کشورهای دنیای عرب تجزیه شوند.[۳۰]

### واکنش‌های سالهای بعد

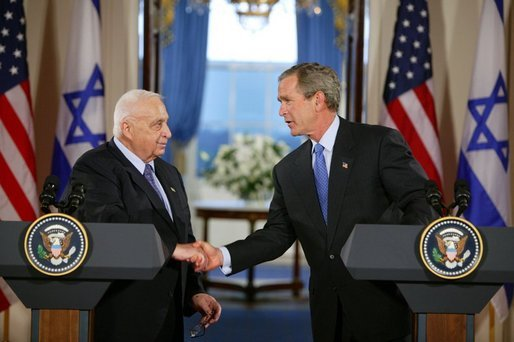
جورج دابلیو بوش و آریل شارون

- یهوشافات هارکابی رئیس سابق سازمان آمان اسرائیل، مقالهٔ یینون را درمورد کشورهای عربی ارزیابی کرد و آنها را تمام و کمال درست خواند و تأیید کرد؛ ولی تردید داشت که آیا اسرائیل باید مستقیماً به تجزیهٔ آن کشورها اقدام کند یا به شیوهٔ دیگری عمل کند. وی گفت: "اگر تجزیه شدن آن کشورها قطعی باشد، چه دلیلی دارد که اسرائیل آشکارا مداخله کند؟" [۳۱]
- رالف اسکونمان نیز بر این باور بود که روشی که اسرائیل پیش گرفته‌است، ترکیبی از راهکار تفرقه بینداز و حکومت کن و الگوهای امپریالیستی با یکدیگر است.[۳۱]
- مُردخای نیسان راهبردشناس سازمان جهانی صهیونیسم بیان داشت: انتشار چنین مقاله‌ای در آن زمان، بدبینی و خشم کشورهای منطقه را به دنبال داشت و شک آنها را نسبت به اسرائیل برانگیخت که اسرائیل قصد دارد کشورهای منطقه را بالکانیزه کند. بنظر نیسان، کشورهای منطقه در این زمینه بزرگ‌نمایی و هوچی‌گری می‌کنند. او اضافه کرد که این رفتار اسرائیل شوم است و بیانگر سیاستهای دولت اسرائیل نیست و صرفاً زادهٔ افکار اودِد یینون می‌باشد.[۳۲]
- لیندا هِرد روزنامه‌نگار آمریکایی، در سال ۲۰۰۶ سیاستهای جرج دابلیو بوش و گفتمان جنگ با تروریسم را با رویدادهای سالهای قبل از آغاز جنگ ایران و عراق و جنگ آمریکا با عراق مقایسه کرد و اینگونه نتیجه گرفت:

"حالا از یک چیز مطمئنیم؛ طرح صهیونی «اودِد یینون ۱۹۸۲» دربارهٔ خاورمیانه در مقیاس گسترده درحال شکل گرفتن است. آیا این رویداد کاملاً تصادفی است؟! آیا اودِد یینون یک پیشگوی بااستعداد بوده؟! خب شاید بوده! از طرف دیگر ما نیز در غرب قربانی یک هدف بلندمدت شده‌ایم که ما سازندهٔ آن نیستیم و بدون شک هیچ سودی هم برای ما بهمراه نخواهد داشت."
- درسال ۲۰۱۷ پروفسور «تد بِکِر»، استاد ارشد دانشگاه نیویورک و پروفسور «برایان پوکینگ‌هورن» استاد ارشد تحلیل بحران و حل اختلاف از دانشگاه مریلند روشن کردند با وجود اینکه طرح یینون در سال ۱۹۸۲ ارائه شد، در سال ۱۹۹۶، یک انجمن پژوهشی صهیونی به نام «بنیاد مطالعات سیاسی و راهبردی پیشرفته» در واشینگتن، دی.سی.، طرح یینون را ویرایش کرده‌است و اعضای آن اقدام به ساخت طرحی جدیدتر کردند و آن طرح جدید را یک شکستن تمیز (به انگلیسی: A Clean Break) نامیده‌اند. این انجمن در سال ۱۹۹۶ توسط ریچارد پرل رهبری شد و چند سال بعد، شخصاً برنامهٔ حملهٔ آمریکا به عراق را تنظیم و آماده کرد که در زمان جورج دابلیو بوش در سال ۲۰۰۳ انجام شد.[۱۱]

پروفسور پوکینگ‌هورن و پروفسور بِکِر در سال ۲۰۱۷ میلادی مدعی شدند که سکانس حذف دشمنان اسرائیل در آینده به شرح زیر است؛

اشغال کرانه باختری توسط ارتش اسرائیل، اشغال کامل بلندی‌های جولان، سپس محاصره نوار غزه، بمباران عراق، بمباران هوایی سوریه طی جنگ داخلی ۲۰۱۲ تاکنون، و جنگ نیابتی ایران و اسرائیل. کاملاً مشخص می‌شود که اسرائیل در مسیر یک بازی بزرگ نوین قرار گرفته‌است تا از ارزشهای صهیونی خود مراقبت کند و نومحافظه‌کاران و بنیادگرایان مسیحی نیز در این راه به اسرائیل کمک می‌کنند. این دو پروفسور در پایان نتیجه‌گیری کردند که طرح یینون و طرح یک شکستن تمیز، نه توسط اودِد یینون یا گروهی خاص، بلکه در اصل توسط حزب لیکود پایه‌ریزی شده‌اند.